# 1-Azetyna
1-Azetyna – organiczny związek chemiczny należący do nienasyconych związków heterocyklicznych. 1-Azetyna zbudowana jest z pierścienia, w skład którego wchodzą trzy atomy węgla, oraz jeden atom azotu, który pełni w pierścieniu rolę heteroatomu. 1-Azetyna jest jednym z dwóch izomerów azetyny, w którym wiązanie podwójne występuje pomiędzy atomem azotu i atomem węgla.